# Sébastien Fargin-Fayolle
Jean Sébastien Fargin Laborde, dit Fargin-Fayolle, est un homme politique français né le 23 janvier 1812 à Montluçon (Allier) et mort, à Dinard Saint Enogat (Ille-et-Vilaine) le 17 octobre 1877. Il est enterré au cimetière du Père Lachaise (Division 51), à Paris.

## Biographie
Avocat, il est député de l'Allier de 1848 à 1849, siégeant à l'extrême gauche, au groupe de la Montagne. Compromis dans la journée du 13 juin 1849, il est déchu de son mandat et condamné à la déportation par la Haute Cour. Il réussit à s'évader de Belle-Île-en-Mer, où il avait été emprisonné, et se réfugie en Belgique. Il est amnistié en 1859.